# Regierungssekretär
Regierungssekretär (RS) ist in Deutschland die Amtsbezeichnung eines Beamten im mittleren Dienst in der Bundes- oder Landesverwaltung im Eingangsamt. Im mittleren technischen Verwaltungsdienst des Bundes lautet die Amtsbezeichnung Technischer Regierungssekretär (TRS).

## Besoldung
Das Amt wird mit der Besoldungsgruppe A 6 nach der Bundesbesoldungsordnung des Bundesbesoldungsgesetzes alimentiert und entspricht somit besoldungsrechtlich einem Stabsunteroffizier der Bundeswehr.

## Ausbildung
Regierungssekretäre haben in der Regel den zweijährigen Vorbereitungsdienst (Laufbahnausbildung) für den mittleren Dienst abgeschlossen. Während dieser haben sie die Dienstbezeichnung Regierungssekretäranwärter getragen. Schulische Grundvoraussetzung für die Zulassung zur Laufbahnausbildung ist mindestens der Realschulabschluss. Viele Bewerber weisen die Fachhochschulreife oder das Abitur nach.

## Dienststellung in einer Behörde
Regierungssekretäre nehmen in der Funktion als Bürosachbearbeiter meist einfachere Aufgaben wie Geschäfts- oder Vorzimmertätigkeiten in der Verwaltung wahr und sind oftmals einem Beamten des gehobenen Dienstes unmittelbar unterstellt.

## Beförderungsämter
Aufgrund einer guten dienstlichen Beurteilung können Regierungssekretäre befördert werden. Beförderungsämter sind Regierungsobersekretär (A 7), Regierungshauptsekretär (A 8) und Regierungsamtsinspektor (A 9).